# Joyce Mansour
Joyce Mansour nascida Joyce Patricia Adès, em Bowden,  Inglaterra, no dia  25 de julho de 1928 e morta em Paris em 27 de agosto de 1986, foi uma poetisa egípcia de expressão  francesa ligada ao Surrealismo.

## Biografia
Os ascendentes  de Joyce Ades fazem parte da colônia britânica instalada na cidade do Cairo  há várias gerações.  Seu pai administra um negócio de fiação de produtos têxteis.
Após estudos na Inglaterra e na Suíça, ela retornou ao Egito, onde se torna uma ilustre atleta corredora .
Em 1947, seu primeiro casamento termina tragicamente ao cabo de seis meses quando seu marido morre de uma doença incurável.
Ela se casa novamente em 1949 com Samir Mansour,  natural da colônia francesa do Cairo.
Desde então, eles dividem sua vida entre o Cairo e Paris. Joyce Mansour se inicia na cultura francesa e começa a escrever em francês.
Em 1953, as edições  “Pierre Seghers”  publicam sua primeira coleção de poemas "Gritos" (Cris)  que é percebida pela revista surrealista "Médium". Ela encontra André Breton que a compara com aquela «que o conto oriental nomeia de a menina tuberculosa». Por seu intermédio, ela conhece  Pierre Alechinsky, Wifredo Lam, Roberto Matta, Henri Michaux, André Pieyre de Mandiargues e participa nas atividades dos surrealistas [1]..
Em 1954, os Mansour se instalam definitivamente em Paris.  É em seu apartamento que em 2 de setembro de 1959, à margem da exposição  internacional do surrealismo dedicada a Eros, na presença de Breton e Matta, o artista plástico de Quebec,  Jean Benoit apresenta seu  Exécution du testament du Marquis de Sade.  Durante esta sessão,  Jean Benoît  aplica no peito um ferro em brasa marcando as quatro letras SADE. 
Em 1965, a contracapa de Carré blanc a apresenta assim: « Joyce Mansour, Égyptienne, née en Angleterre, a séjourné en Égypte, vit en France. Spécialiste du saut en hauteur, elle a été championne de course à pied  (Joyce Mansour, Egípcia, nascida na Inglaterra, permaneceu no Egito, viveu na França. Especialista no salto e altura, ela foi campeã de corrida a pé)».
Jean-Louis Bédouin vê na poesia de Joyce Mansour «um poder à imagem da antiga terra- mãe: é porque ela engole a semente, porque pode criar o beijo de uma flor ardente». Para Alain Jouffroy, sua ausência de pudor «marca um tipo de rebelião, essencialmente feminina, contra o despotismo sexual do homem, que muitas vezes faz  do erotismo sua criação exclusiva». 
Alguns de seus livros são ilustrados pelos pintores Pierre Alechinsky, Enrico Baj, Hans Bellmer, Jorge Camacho, Lam, Matta, Pierre Molinier, Reinhoud e Max Walter Svanberg.
Em 7 de novembro de 1984, para uma noite em benefício da Anistia Internacional, ela atua na peça de Virginia Woolf ,  " Freshwater ", em uma produção de Simone Benmussa, no "Théâtre du Rond-Point à Paris". Os escritores Eugène Ionesco, Nathalie Sarraute,  Alain Robbe-Grillet e Jean-Paul Aron são outros intérpretes desta peça (a peça foi anteriormente montada em Nova Iorque em 20 de outubro de 1983, Londres  em novembro de 1983 e Spoleto em 4 de julho de 1984).
Em 1991, as edições “Actes Sud” publicaram todos os seus escritos, reunidos com a ajuda de seu marido, Samir Mansour.

## Obras
Poesia
- « Cris », Éd. Seghers, Paris, 1953
- « Déchirures », Éd. de Minuit, Paris, 1955
- « Rapaces », Éd. Seghers, Paris, 1960
- « Carré blanc », Le Soleil noir, Paris, 1966
- « Les Damnations », Éd. Visat, Paris, 1967
- « Phallus et momies », Éd. Daily Bul, 1969
- « Astres et désastres », 1969
- « Anvil Flowers », 1970
- « Prédelle Pierre Alechinsky à la ligne », 1973
- « Pandemonium », 1976
- « Faire signe au machiniste », 1977
- « Sens interdits », 1979
- « Le Grand Jamais », 1981
- « Jasmin d'hiver », 1982
- « Flammes immobiles », 1985
- « Trous noirs », 1986

Prosa
- « Les Gisants satisfaits », Jean-Jacques Pauvert, Paris, 1958
- « Jules César », Éd. Pierre Seghers, Paris, 1956
- « Le Bleu des fonds », Le Soleil noir, Paris, 1968 (théâtre)
- « Ça », Le Soleil noir, Paris, 1970
- « Histoires nocives », Gallimard, Paris, 1973. Nouvelle parution aux Éditions Les Perséides, coll. "La Lune attique", Rennes, 2005

Obras completas
- « Prose et poésie, œuvre complète », Actes Sud, Paris, 1991. ISBN 2 86869 592 2